# Audi 100 Coupé S
L'Audi 100 Coupé S est un coupé produit par Audi de 1970 à 1976. Il s'agit de la version coupé de la première génération de la Audi 100.

## Design

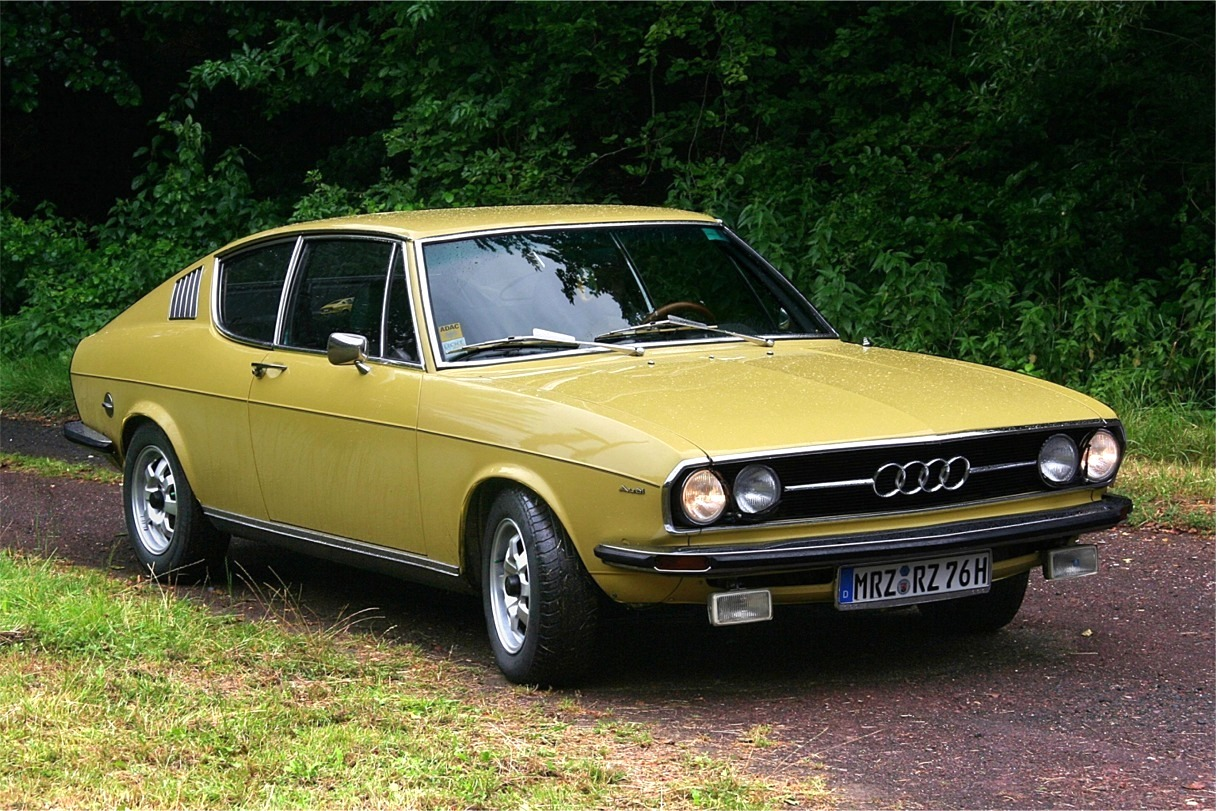
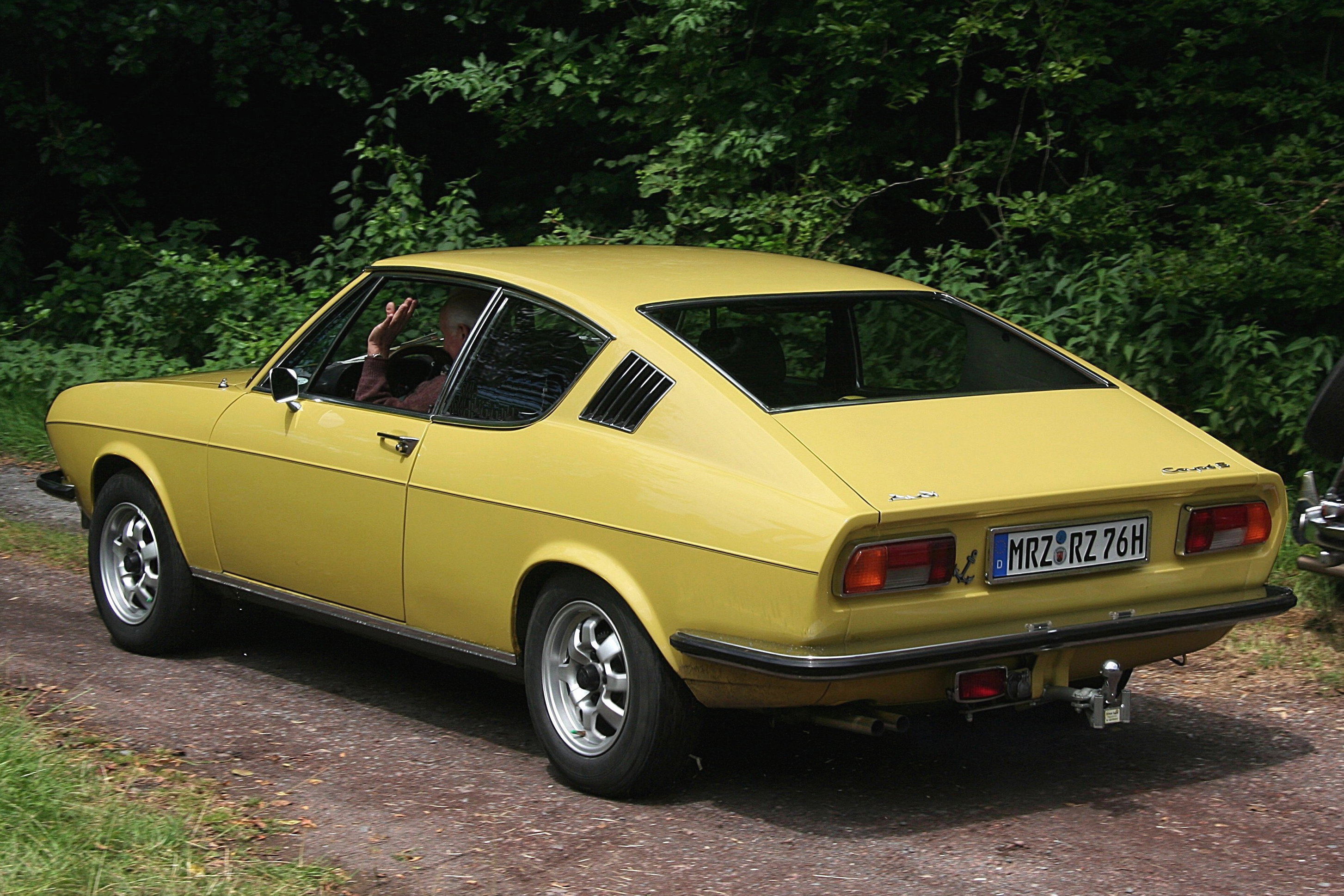
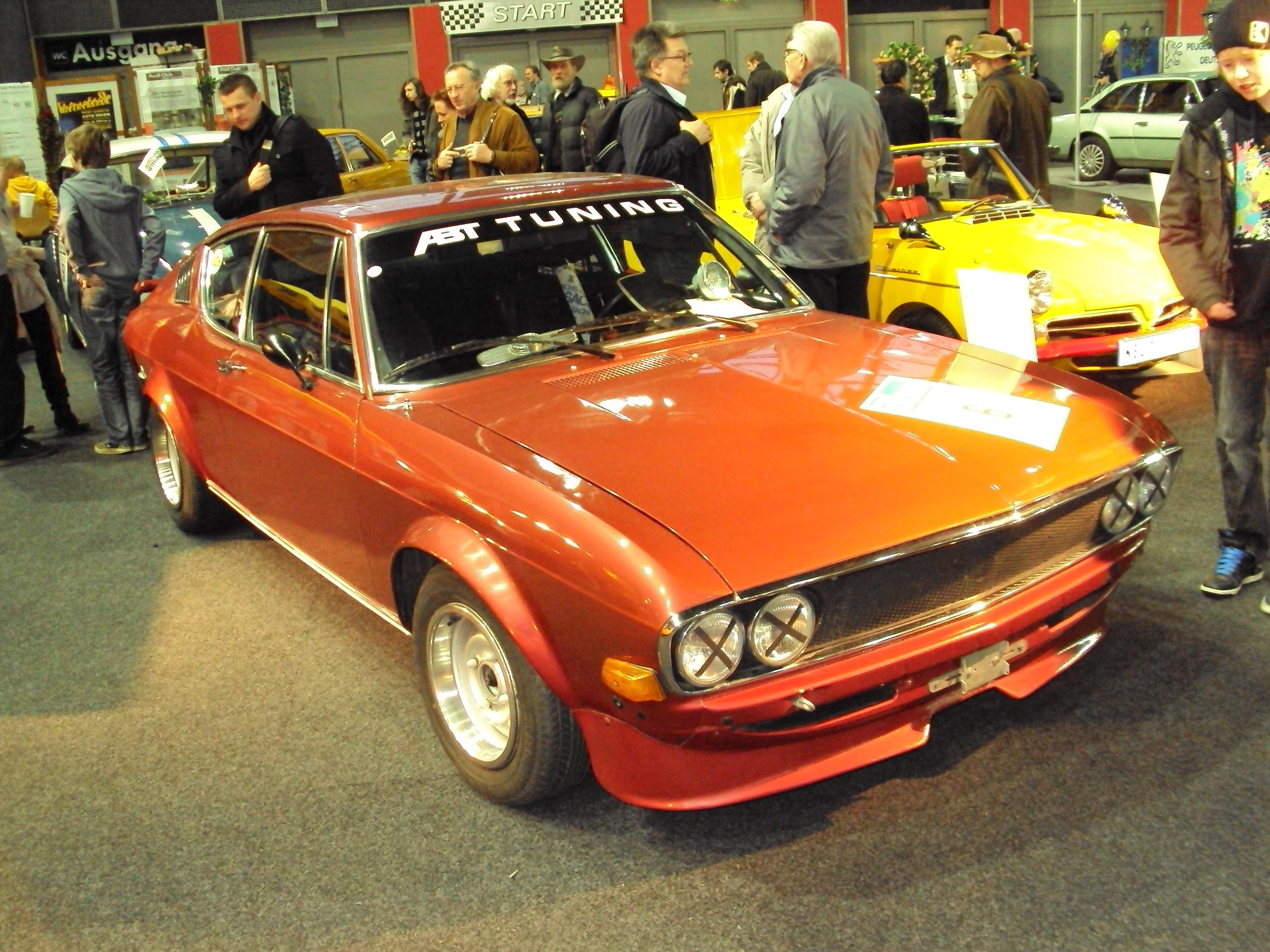
Abt Sportsline.

Le design de l'Audi 100 Coupé S est caractérisé par son élégance, sa sportivité et son raffinement. Avec son profil fluide et élégant, ses lignes et courbes soulignent son côté sportif, loin de celles de l'Audi 100. L'Audi 100 Coupé S est très bien proportionnée, avec un long capot qui se fond harmonieusement dans une cabine très épurée. La face avant de l'Audi 100 Coupé S est marquée par sa calandre quatre phares et sa lame en aluminium.